# Берёзкин, Василий Григорьевич
Василий Григорьевич Берёзкин (15 августа 1927 года — ?) — бригадир монтажников 292-го управления треста «Промстроймонтаж-71» Главзапстроя, Герой Социалистического Труда (1971).

## Биография
Родился в Калининской области в деревне. В годы войны работал в колхозе и на лесозаготовках.
Служил в армии. В 1951 г. приехал в Ленинградскую область. Работал монтажником на строительстве глиноземного завода в Бокситогорске. Через несколько лет возглавил комплексную бригаду 292-го управления треста «Промстроймонтаж-71» Главзапстроя (Ленинград).
Автор многих рационализаторских предложений по работе на строительстве высотных зданий.

## Награды
В 1966 г. награждён орденом Ленина. В 1971 г. присвоено звание Героя Социалистического Труда (Указ от 7 мая 1971 года / № 1620-VIII).
Член КПСС с 1961 г. Избирался депутатом Ленинградского городского Совета, членом Ленинского райкома партии.